# نظريات علم الآثار
تشيرنظريات علم الآثار أو الآثاريات النظرية أو علم الأثار النظري لمختلف الأطر الفكرية التي يفسر من خلالها علماء الآثار المعطيات الآثارية. تعمل الآثاريات النظرية كتطبيق لفلسفة العلوم في علم الآثار، ويشار إليها أحيانًا باسم فلسفة علم الآثار. لا توجد نظرية واحدة لعلم الآثار، ولكن العديد منها، وعلماء آثار مختلفين يرون أنه يجب تفسير المعلومات بطرق مختلفة. على مدار تاريخ هذا الفرع المعرفي، ظهرت اتجاهات مختلفة لدعم بعض النظريات الآثارية، وبلغت ذروتها، وفي بعض الحالات ماتت. تختلف النظريات الآثارية المتعددة حول أهداف الضبط المعرفي وكيف يمكن تحقيقها.
بعض النظريات الآثارية، مثل علم الآثار الإجرائي، ترى أن علماء الآثار قادرون على تطوير معلومات دقيقة وموضوعية حول المجتمعات السابقة من خلال تطبيق المنهج العلمي على ابحاثهم، في حين أن البعض الآخر، مثل علم الآثار ما بعد الإجرائي، يجادل في هذا، ويدعي بأن جميع البيانات الأثرية مشوبة بالتفسير البشري والعوامل الاجتماعية، وبالتالي فإن أي تفسير يقدم للمجتمعات الماضية يكون ذاتي وغير موضوعي.
بدلا من ذلك، تفسر النظريات الآثارية الأخرى، مثل علم الآثار الماركسي، الأدلة الأثرية ضمن إطار نظري لكيفية اعتقاد مؤيديه أن المجتمع يعمل. يعتقد علماء الآثار الماركسيون بشكل عام أن ثنائية القطب الموجودة في المناقشات بين علم الآثار الإجرائي وعلم الآثار ما بعد الإجرائي هي تناقض متأصل في إنتاج المعرفة وتتوافق مع فهم جدلي للعالم. يعتقد العديد من علماء الآثار الماركسيين أن هذا الاستقطاب داخل الانثروبولوجيا (وجميع التخصصات الأكاديمية) هو الذي يغذي الأسئلة التي تحفز التقدم في النظرية والمعرفة الآثارية. يعتقد أن هذا التواصل المستمر والصراع بين النقيضين من منطقتي الفاعلية الفكرية (الذاتية مقابل الموضوعية) يؤدي إلى إعادة بناء مستمرة للماضي من قبل العلماء. 

## خلفية
منذ أوائل القرن العشرين، قبلت معظم المناهج الآثارية أن البيانات التي كشف عنها عالم الآثار يجري تفسيرها لاحقًا من خلال تصورات نظرية. ومع ذلك، ينقسم المجتمع الآثاري حول مدى حجم النظرية في هذا الفرع المعرفي. من ناحية، هناك من يعتقدون أن بعض التقنيات الآثارية – مثل التنقيب أو التوثيق – محايدة وخارج حدود النظرية، بينما من ناحية أخرى هناك الذين يعتقدون أن هذه الأمور كذلك تتأثر بالاعتبارات النظرية. عالم الآثار إيان هودر Ian Hodder، أحد المدافعين البارزين عن وجهة النظر الأخيرة، انتقد النهج الآخر من خلال تسليط الضوء على أن القرارات المنهجية، مثل مكان حفر المقطع، ومدى الجدية في تتبع الطبقات عند الحفر الطبقي وما إذا كان سيتم الاحتفاظ بكل لقية أثرية مكتشفة، كل هذه القرارات تستند إلى فهم نظري مسبق للموقع، وبالتالي حتى تقنيات التنقيب لا يمكن أن تفلت من عالم النظرية. حاول أولئك الذين يتخذون النهج القائل بحيادية التنقيب أحيانًا فصل البيانات الأولية عن التفسيرات النظرية في منشوراتهم، لكنهم تعرضوا لانتقادات من أولئك، مثل هودر، الذين يجادلون بأن التفسير النظري يعم المنهجية الآثارية بأكملها، وبالتالي لا يمكن فصلها عن البيانات الخام.

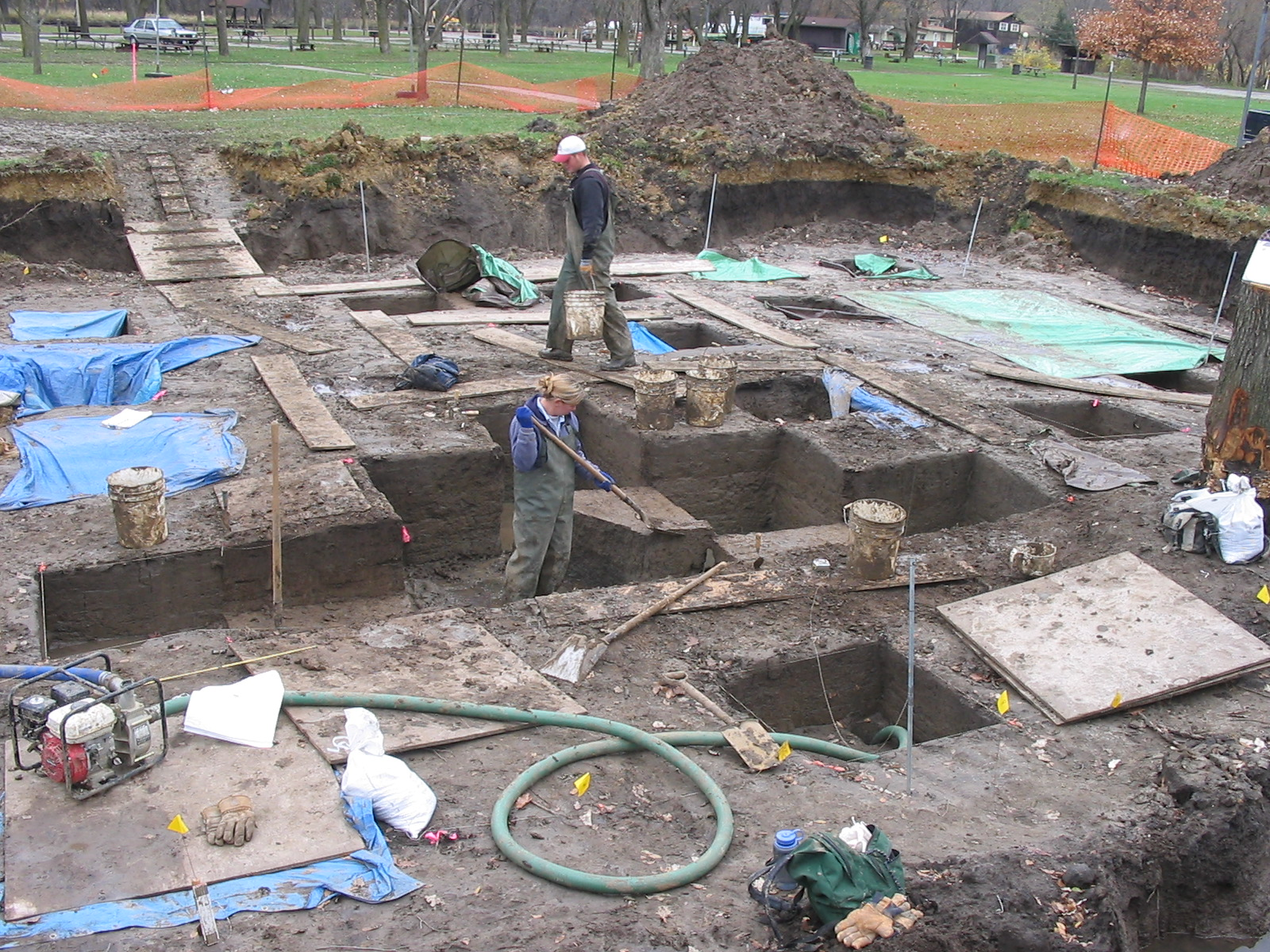
جادل علماء الآثار مثل جونسون بأن معظم جوانب علم الآثار، إن لم يكن كلها، تسترشد بالاعتبارات النظرية.

في نظرة عامة على النظرية الآثارية، طرح عالم الآثاري ماثيو جونسون Matthew Johnson من جامعة ساوثامبتون أربع حجج لأهمية النظرية في علم الآثار، وبالتالي لماذا يجب على جميع الآثاريين التعرف على هذا الموضوع. أولاً، أشار إلى أن جميع الحجج حول سبب فائدة علم الآثار للمجتمع سندها نظري، وأن الآثاريون الذين يرغبون في الدفاع عن تخصصهم من منتقديه سيحاججون أساسًا بالناحية النظرية. ثانيًا، أبرز أن النظرية مطلوبة لمقارنة تفسيرين مختلفين للماضي وتحديد أيهما أكثر احتمالًا. ثالثًا، أكد أن هناك حاجة إلى النظرية لكي يقبل الآثاري ويعترف بتحيزاته واجندته الشخصية في تفسير الأدلة المادية. أخيرًا، طرح جونسون ما اعتبره أهم سبب لضرورة فهم النظرية؛ أن جميع علماء الآثار، كبشر، نظريون بطبيعتهم، من حيث أنهم يستخدمون بشكل طبيعي «النظريات والمفاهيم والأفكار والافتراضات» في عملهم. على هذا النحو، يؤكد أن أي آثاري يدعي أنه «غير نظري» يخطئ، وأنهم في الواقع يغيبون موقفهم النظري تحت مصطلحات لغوية مثل «الحس السليم» و«الفطرة السليمة». وشرع في اقتراح أن معظم هؤلاء الآثاريين الغربيين الذين يدعون أنهم يتجنبون النظرية لصالح نهج «الفطرة السليمة» كانوا في الواقع يظهرون المرجلة (machismo) الثقافية من خلال اللعب على الصورة النمطية أن المناقشات والمناظرات الذكية كانت متأنثة (effeminate) وبالتالي أقل قيمة.

## النظريات الآثارية

### جمع التحف (Antiquarianism)والتوليفالإمبريالي (العصور القديمة حتى عام 1880)
اهتمام الناس بالماضي موجود منذ العصور القديمة. خلال فترة العصور الوسطى في العالم الغربي، تشكلت ستة مفاهيم رئيسية ستؤثر على النظرية الآثارية إلى حد ما:
1. العالم حديث العهد ومن أصل خارق، وفي أحسن الأحوال لا يزيد عمره عن بضعة آلاف من السنين

1. لقد تدهور العالم المادي منذ خلق الله الأصلي

1. خلق الإنسان في جنة عدن

1. تتدهور معايير السلوك البشري بشكل طبيعي

1. تاريخ العالم هو سلسلة من الأحداث الفريدة

1. ثقافياً واجتماعياً وفكرياً، كان الناس في الماضي متطابقين مع الحاضر [12]

حفز مجيء عصر النهضة اهتمامًا بالماضي ولكنه كان أكثر على مستوى جمع التحف والنظريات الرومانسية عن أصلها. ما أن دخل القرن التاسع عشر حتى بدأت العناصر الأولى للدراسة المنهجية الفعلية للحضارات القديمة، لكنها كانت تميل إلى أن تكون مصممة لدعم القومية الامبريالية.

### علم الآثار الثقافي التاريخي (الخصوصية التاريخية والآثار القومية) (منذ 1860 حتى الآن)
التطورات التي حصلت في القرن 19 م مع نظرية كل من هوتون ولايل عن وتيرة واحدة ونظرية داروين عن الاصطفاء الطبيعي مهدت الطريق للبحث العلمي الحديث في أصل الإنسانية.
بعد داروين ظهر منهج في علم الآثار معروف بعلم الآثار الثقافي، أو الثقافي التاريخي، والذي بموجبه تجميع المواقع الأثرية في «ثقافات» متميزة لتحديد الانتشار الجغرافي لهذه الثقافات والفترة الزمنية لها وإعادة بناء التفاعلات وتدفق الأفكار بينهما. التاريخي الثقافي، كما يوحي الاسم، كان وثيق الصلة بعلم التاريخ. استخدم المؤرخون الثقافيون النموذج المعياري للثقافة، وهو مبدأ أن كل ثقافة هي مجموعة من القواعد التي تحكم السلوك البشري. وهكذا، يمكن تمييز الثقافات بأنماط حرفية؛ على سبيل المثال، إذا كانت الوخرفة على قطعة من الفخار المكتشفة بنمط مثلث، وقطعة أخرى بنمط مربع، فمن المحتمل أن القطعتان تنتميان إلى ثقافات مختلفة.. يؤدي هذا النهج بطبيعة الحال إلى رؤية الماضي كمجموعة من السكان المختلفين، مصنفة حسب اختلافاتهم وتأثيراتهم على بعضهم البعض. يمكن تفسير التغيرات في السلوك وفق فكرة الانتشار الثقافي، إذ تنتقل الأفكار الجديدة، من خلال الروابط الاجتماعية والاقتصادية، من ثقافة إلى أخرى.
كان عالم الآثار الأسترالي تشايلد من أوائل من اكتشفوا هذا المفهوم للعلاقات بين الثقافات ووسعه خاصة في سياق أوروبا ما قبل التاريخ. بحلول عشرينيات القرن العشرين، جرى حفر واكتشاف ودراسة مادة أثرية كافية توضح أن الانتشار لم يكن الآلية الوحيدة التي حدث من خلالها التغيير. متأثرًا بالاضطرابات السياسية في فترة ما بين الحربين جادل تشايلد بأن الثورات أحدثت تغييرات كبيرة في المجتمعات الماضية، وافترض ثورة العصر الحجري الحديث، التي ألهمت الناس بالاستقرار والزراعة بدلاً من الصيد والتنقل. كان من الممكن أن يؤدي هذا إلى تغييرات كبيرة في التنظيم الاجتماعي، والتي جادل تشايلد في أنها أدت إلى الثورة الحضرية الثانية التي خلقت المدن الأولى. كان هذا التفكير على المستوى الكلي في حد ذاته ثوريًا، ولا تزال أفكار تشايلد تحظى بالتقدير والاحترام على نطاق واسع.

#### الخصوصية التاريخية (1880-1940)
جادل فرانز بواس بأن الثقافات كانت كيانات فريدة شكلتها سلسلة فريدة من الأحداث. ونتيجة لذلك، لم يكن هناك معيار عالمي يمكن من خلاله مقارنة ثقافة بأخرى. جنبا إلى جنب مع هذا المفهوم ومع مفهوم جون لوبوك John Lubbock بأن الحضارة الغربية ستطغى على «الثقافات البدائية» وتدمرها في نهاية المطاف أدى إلى قيام علماء الأنثروبولوجيا بتسجيل جبال من المعلومات حول «الشعوب البدائية» قبل أن تختفي.

#### علم الآثار القومي (1916 إلى الوقت الحاضر)
استخدم علم الآثار القومي مفاهيم ثقافية تاريخية لغرس الفخر ورفع الروح المعنوية لبعض الجنسيات أو الجماعات العرقية، وفي العديد من البلدان، يظل الأسلوب السائد في علم الآثار.

#### علم الآثار السوفياتي (1917 إلى الوقت الحاضر)
استأنف علماء الآثار السوفييت طريقة التحليل المسمى استخدام-تآكل بتكييف بعض مفاهيم الاصطفاء الطبيعي الدارويني للاستخدام خارج نطاق علم الأحياء التطوري مع توظيف النظرية الاقتصادية الماركسية التاريخية للمادية الجدلية، وبدءًا من الثلاثينيات، حاولوا شرح التغيرات المرصودة في السجل الآثاري من خلال الديناميكيات الاجتماعية الداخلية.

### علم الآثار الإجرائي (علم الآثار الجديد)
في الستينيات، تمرد عدد من الشباب، الآثاريين الأمريكيين في المقام الأول، مثل لويس بينفورد، ضد المنهج التاريخ الثقافي، فاقترحوا «علم الآثار الجديد»، الذي سيكون أكثر «علمية» و «أنثروبولوجية». ونظروا للثقافة كمجموعة من العمليات والأجراءات والتقاليد السلوكية. (بمرور الوقت، أدى هذا الرأي إلى ظهور مصطلح علم الآثار الإجرائي). استعار الإجرائيون من العلوم الدقيقة فكرة اختبار الفرضيات والمنهج العلمي. كانوا يعتقدون أن عالم الآثار يجب أن يضع فرضية واحدة أو أكثر حول الثقافة قيد الدراسة، وإجراء الحفريات بقصد اختبار هذه الفرضيات ضد أدلة جديدة. كانوا محبطين أيضًا من تعاليم الجيل الأكبر سناً التي من خلالها كانت الثقافات لها الأسبقية على الأشخاص الذين يُدرسون أنفسهم. أصبح من الواضح، إلى حد كبير من خلال أدلة الأنثروبولوجيا، أن الجماعات العرقية وتطورها لم يكن دائمًا متطابقين تمامًا مع الثقافات في السجل الأثري.

### علم الآثار السلوكي
منهج لدراسة المواد الأثرية صاغه مايكل ب. شيفر Michael B. Schiffer في منتصف السبعينيات والذي امتازت بتحليل السلوك البشري والإجراءات الفردية، خاصة من حيث إنتاج الثقافة المادية واستخدامها والتخلص منها. إذ يعد في مركو الاهتمام على وجه الخصوص مراقبة وفهم ما فعله الناس بالفعل، مع الامتناع عن التكهن حول أفكار الناس ونواياهم في تفسير هذا السلوك. المجال المرتبط هو السلوكية البشرية البيئية، والتي تمثل آثارًا مادية للسلوك البشري من حيث التكيفات والتحسينات التي يضفها على البيئة.

### علم الآثار ما بعد الإجرائي
في الثمانينيات، نشأت حركة جديدة بقيادة علماء الآثار البريطانيين مايكل شانكس، وكريستوفر تيلي، ودانيال ميللر، وإيان هودر. لقد شككت في زعم منهج الآثار الإجرائي للعلمية والحيادية من خلال القول بأن كل عالم آثار متحيز في الواقع من خلال تجربته وخلفيته الشخصية، وبالتالي فإن العمل الأثري العلمي الحقيقي صعب أو مستحيل. هذا صحيح بشكل خاص في علم الآثار حيث لا يمكن تكرار التجارب (الحفريات) من قبل الآخرين كما يملي المنهج العلمي. لم يقم دعاة هذه الطريقة النسبية، التي تسمى علم الآثارما بعد الإجرائي، بتحليل المواد المتبقية التي تم التنقيب عنها، ولا مواقفهم وآرائهم الشخصية. تؤدي المقاربات المختلفة للأدلة الأثرية التي يقدمها كل شخص إلى تفسير وتراكيب مختلفة من الماضي لكل فرد. وقد تم الاعتراف بفائدة هذا النهج في مجالات مثل تفسيرات مراكز الزوار وإدارة الموارد الثقافية وأخلاقيات علم الآثار وكذلك العمل الميداني. وقد نظر له أيضًا على أنه يوازي المنهج التاريخي الثقافي. لكن الإجرائيين ينتقدون ذلك، ويرونه دون المستوى العلمي، ويشيرون إلى أنه يجب على المرء أن يحاول متابعة العلم بأكبر قدر ممكن من الدقة. أخيرًا، يمكن إجراء تجارب علمية مثالية على اللقايا الأثرية المكتشفة أو على نظريات النظام التي تبنى وفقًا لمعطيات التقيب.
قدم المنهج ما بعد الإجرائي مظلة لجميع أولئك الذين شجبوا المنهج الإجرائي للثقافة، الذي يعتقد العديد من الآثاريين الماركسيين الجدد والنسويات على سبيل المثال أن الناس يعاملون وفقه على أنهم آليين بلا عقل ويجري تجاهل فرديتهم.

### النظريات الحالية
بعد منعطف الألفية، بدأت النظرية الأثرية في اتخاذ اتجاهات جديدة من خلال العودة إلى أهداف الدراسة الأثرية. جادل آثاريون، بقيادة لوران أوليفييه، وبيورنار أولسن، ومايكل شانكس، وكريستوفر ويتمور، بأخذ الأمور على محمل الجد ليس فقط كوسطاء فيما يمكن قوله عن الماضي، بل كذلك التفكر بالطرق الفريدة التي أتخذت باكرًا في الإجراءات، والأحداث، أو التغييرات. بالنسبة لهم، يعتبر علم الآثار ليس دراسة الماضي من خلال بقاياه المادية فحسب، بل دراسة الأشياء نفسها بهدف توليد ماض متنوع في الوقت الحاضر. (يشير العديد من علماء الآثار إلى هذه الحركة على أنها علم الآثار التناظري، مؤكدين على القرابة الفكرية مع عمل برونو لاتور وآخرين).

## النطاق العالمي
لم يتقدم هذا الاختلاف في النظرية الأثرية بشكل متطابق في جميع أنحاء العالم حيث يمارس علم الآثار أو في العديد من المجالات الفرعية لتخصص الآثار. غالبًا ما تحتفظ مناطق الجذب التراثية التقليدية بعناصر من المنهج التاريخي الثقافي الواضح ظاهريًا في موادها التفسيرية في حين توفر أقسام علم الآثار الجامعية بيئة لاستكشاف المزيد من الأساليب المجردة لفهم وشرح الماضي. تبنى الآثاريون الأستراليون، والعديد من الآثريين الآخرين الذين يعملون مع الشعوب الأصلية التي تختلف أفكارهم عن التراث عن المفاهيم الغربية، علم الآثار ما بعد الإجرائي. ومع ذلك، فإن الآثاريين المحترفين في الولايات المتحدة هم في الغالب يتبعون علم الآثار الإجرائي (علم الآثار الجديد)  وهذا النهج الأخير شائع في بلدان أخرى حيث تعمل شركات خاصة في إدارة الموارد الثقافية.

## تطوير
في عام 1973، نشر كلارك David Clarke من جامعة كامبريدج بحثًا أكاديميًا في العصور القديمة يدعي أن علم الآثار كتخصص انتقل من «براءته النبيلة» الأصلية إلى «الوعي الذاتي» ثم إلى «الوعي الذاتي النقدي»، ومن أعراض ذلك الاعتراف المتزايد والتأكيد على النظرية الآثارية.. ونتيجة لذلك، جادل بأن علم الآثار عانى من «فقدان البراءة» حيث أصبح علماء الآثار يشككون في عمل أسلافهم.

## أثر الايديولوجيا
كان علم الآثار ولا يزال ساحة معركة ثقافية وجندرية وسياسية. حاولت العديد من المجموعات استخدام علم الآثار لإثبات بعض النقاط الثقافية أو السياسية الحالية. غالبًا ما حاول الآثاريون الماركسيون أو المتأثرون بالماركسيون في الاتحاد السوفييتي والمملكة المتحدة (من بين آخرين) إثبات حقيقة المادية الجدلية أو تسليط الضوء على دور الماضي (والحاضر) في الصراع بين مجموعات المصالح (مثل الذكور مقابل الإناث، والشيوخ مقابل. الصغار والعمال مقابل الملاك) في إحداث التغيير الاجتماعي. حاولت بعض المجموعات الثقافية المعاصرة، بدرجات متفاوتة من النجاح، استخدام الآثار لإثبات حقهم التاريخي في ملكية مساحة من الأرض. كانت العديد من مدارس علم الآثار أبوية، على افتراض أن الرجال في عصور ما قبل التاريخ ينتجون معظم الطعام عن طريق الصيد، وأن النساء ينتجن القليل من التغذية عن طريق الجمع ؛ كشفت دراسات أحدث عدم دقة العديد من هذه النظريات. استخدم البعض نظرية «العصور العظيمة» الكامنة في نظام العصور الثلاث للدفاع عن تقدم تصاعدي مستمر للحضارة الغربية. يتأثر علم الآثار المعاصر بالفكر التطوري الدارويني الجديد، والظاهرية، وما بعد الحداثة، ونظرية الفاعلية، وعلم الآثار المعرفي، والوظيفية، والآثار القائمة على النوع الاجتماعي، وعلم الآثار النسوي ونظرية النظم.

### الحواشي
1. ↑  Trigger 2007: 01.
2. ↑  McGuire 1992
3. ↑  McGuire 2008
4. ↑  Hodder 1999. p. 80.
5. ↑  Johnson 2010. p. 2.
6. ↑  Hodder 1999. pp. 80–82.
7. ↑  Hodder 1999. pp. 80–81.
8. ↑  Johnson 2010. pp. 3–4.
9. ↑  Johnson 2010. pp. 4–5.
10. ↑  Johnson 2010. p. 5.
11. ↑  Johnson 2010. pp. 5–6.
12. ↑  Trigger, Bruce (1986) A History of Archaeological Thought Cambridge University Press pg 57-58
13. ↑  "Philosophy and the New Archaeology - History - Resources - Resources - The Galilean Library". galilean-library.org. مؤرشف من الأصل في 2014-12-22. اطلع عليه بتاريخ 2014-10-31.
14. ↑  Use-wear analysis : يعد تحليل الاستخدام والتآكل طريقة في علم الآثار لتحديد وظائف أدوات القطع الأثرية من خلال فحص أسطح وحواف العمل عن كثب. يتم استخدامه بشكل رئيسي في الأدوات الحجرية، ويشار إليه أحيانًا باسم "التحليل التراكولوجي".
15. ↑  Trigger، Bruce (1989). A history of archaeological thought. Cambridge University Press. ص. 207–243.{{استشهاد بكتاب}}:  صيانة الاستشهاد: التاريخ والسنة (link)
16. ↑  Marwick، Ben (ديسمبر 2013). "Multiple Optima in Hoabinhian flaked stone artefact palaeoeconomics and palaeoecology at two archaeological sites in Northwest Thailand". Journal of Anthropological Archaeology. ج. 32 ع. 4: 553–564. DOI:10.1016/j.jaa.2013.08.004.
17. ↑  Olsen, Bjørnar; Shanks, Michael; Webmoor, Timothy; Witmore, Christopher (2012). Archaeology : the Discipline of Things (بالإنجليزية). University of California Press. ISBN:9780520274174. Archived from the original on 2020-04-28.
18. ↑  Clarke 1973.

### أدبيات الموضوع
كتب أكاديمية
- هاريس، OJT و CN Cipolla. (2017). النظرية الأثرية في الألفية: إدخال وجهات النظر الحالية. روتليدج، لندن.
- هودر، إيان. (1991). علم الآثار بعد العملية والنقاش الحالي. في علم الآثار العملية وما بعد العملية: طرق متعددة لمعرفة الماضي، حرره R. Preucel، pp.   30-41. جامعة كاليفورنيا الجنوبية إلينوي في كاربونديل، ورقة عرضية رقم 10.
- Hodder، Ian (1999). The Archaeological Process: An Introduction. Oxford: Blackwell. ISBN:978-0631198857.  Hodder، Ian (1999). The Archaeological Process: An Introduction. Oxford: Blackwell. ISBN:978-0631198857.  Hodder، Ian (1999). The Archaeological Process: An Introduction. Oxford: Blackwell. ISBN:978-0631198857.
- Hodder، Ian؛ Hutson، Scott (2003). Reading the Past: Current Approaches to Interpretation in Archaeology (third edition). New York: Cambridge University Press. ISBN:978-0521528849.  Hodder، Ian؛ Hutson، Scott (2003). Reading the Past: Current Approaches to Interpretation in Archaeology (third edition). New York: Cambridge University Press. ISBN:978-0521528849.  Hodder، Ian؛ Hutson، Scott (2003). Reading the Past: Current Approaches to Interpretation in Archaeology (third edition). New York: Cambridge University Press. ISBN:978-0521528849.
- Izquierdo-Egea، Pascual (2012). علم الآثار الاقتصادية للبضائع الخطرة. التقدم في علم الآثار 1، ISSN 2254-187X. Graus. (ردمك 978-84-939589-1-6) رقم ISBN   978-84-939589-1-6.
- Johnson، Matthew (2010). Archaeological Theory: An Introduction (second edition). Oxford: Blackwell. ISBN:978-1405100144.  Johnson، Matthew (2010). Archaeological Theory: An Introduction (second edition). Oxford: Blackwell. ISBN:978-1405100144.  Johnson، Matthew (2010). Archaeological Theory: An Introduction (second edition). Oxford: Blackwell. ISBN:978-1405100144.
- مكجواير، راندال هـ. (1992). علم الآثار الماركسي. الصحافة الأكاديمية، وشركة، نيويورك.
- ماكجواير، راندال هـ. (2008). علم الآثار كعمل سياسي. مطبعة جامعة كاليفورنيا، بيركلي.
- Olsen و B. و M. Shanks و T. Webmoor و C. Witmore. (2012) علم الآثار. انضباط الأشياء. مطبعة جامعة كاليفورنيا، بيركلي.
- Praetzellis، أ. (2000). الموت بالنظرية: قصة الغموض والنظرية الأثرية. مطبعة التاميرا.
- الزناد، بروس ج. (2007). تاريخ الفكر الأثري (الطبعة الثانية). نيويورك: مطبعة جامعة كامبريدج.

أوراق أكاديمية
- Clarke، David (1973). "Archaeology: the loss of innocence". Antiquity. ج. 47. ص. 6–18.